# 李偉 (明朝)
李偉（1527年—1583年），字世奇，別號毅齋。漷縣人，明朝外戚。孝定皇太后的父親、明穆宗的岳父、明神宗的外祖父。
万历年间任武清伯，万历十年加封武清侯，萬曆十一年十二月卒，追赠太傅、安國公，謚莊簡。孝定太后能約束其母家，李偉嘗有過錯，太后召他入宮深切職責，「不以父故骫祖宗法」（不因為是自己的父親而偏袒他，歪曲祖宗之法）。

## 生平
李偉的祖籍為平阳府翼城县（今山西省翼城县）人。明朝永樂初年，李偉曾祖父李政，從文皇帝靖難軍，占籍顺天府通州漷縣。
李偉一家在其长女四岁时，迁居北京。三子李文松成为一位宦官。长女则在嘉靖时期进入裕王府，为宮人，日后成为裕王朱載坖的妾室，生下明神宗。
1566年裕王朱載坖即位為隆慶帝，授予岳丈李偉锦衣卫都督同知一職。外孫萬曆帝即位時，李偉晋爵為武清伯。万历十年（1582年），皇長子生，下詔大赦天下，尊上两宫徽号推恩慈圣父李偉武清侯，赐官予其三子，都指挥佥事李文全、指挥使李文贵俱升左都督，副千户李文松升指挥使。李文松的官职亦或是御馬監太監。
万历初年国家一切重要的大典儀式，李偉皆勇躍参与。在京師大量建筑園林，其中位於海淀區的清华园被譽為「京师第一名园」。

## 家族
- 妻子王氏：封夫人。
- 長子李文全：亦作李文奎。李太后長兄[9]，萬曆十二年五月丁丑襲爵。三十六年卒。
- 次子李文贵：榮祿大夫中軍都督府左都督
- 三子李文松：指揮使，或作李玄成，疑為御馬監太監後為全真派十方叢林武當山金沙坪凝虚觀第一代觀主。[10]
- 长女，即孝定皇太后
- 次女，嫁锦衣卫正千户陈胤征
- 孫李銘誠：萬曆三十七年襲伯。四十五年二月辛亥進侯。天啟七年八月戊戌加太子太師。崇禎十一年正月卒。
- 庶曾孫李國臣
- 曾孫李國瑞：崇禎中襲，尋以借餉悸死。
- 五世孫李存善：崇禎末襲。